# Liste des évêques de Pitigliano-Sovana-Orbetello
Cette liste recense les noms des évêques qui se sont succédé à la tête du diocèse de Sovana. En 1844, le pape Grégoire XVI transfère définitivement le siège à Pitigliano, le diocèse prend alors le nom de diocèse de Sovana-Pitigliano. En 1981, le diocèse incorpore plusieurs territoires toscans dont Orbetello, le diocèse prend le nom de Sovana-Pitigliano-Orbetello. En vertu du décret Cum procéder oporteret de la congrégation pour les évêques du 30 septembre 1986, le diocèse prend le nom actuel de diocèse de Pitigliano-Sovana-Orbetello.

## Évêques de Sovana
- Maurizio (mentionné en 680)
- Sebastiano (mentionné en 826)
- Trasmondo (mentionné en 853)
- Rastaldo (mentionné en 861)
- Stefano (mentionné en 869-886)
- Rainerio (mentionné en 967)
- Giovanni (1015-1059)
- Anselmo (mentionné en 1061)
- P. (1073/1084)
- Davide (1083-?)
- Bernardo (mentionné en 1088)
- Montano (mentionné en 1110)
- Rainaldo (mentionné en 1114)
- Eugerio (1126)
- Ildizone (1126-1151)
  - Siège vacant (vers 1151-1153)
- Pietro (1153-1175)
- Paolino (1175-1193)
- Giordano (1193-1197)
- Viviano (1206-1208)
- Gualtiero (1221-1260)
- Teodino (1260-1270)
- Davide Bandini, O.Cist (1270-?)
- Marco (1283-1293)
- Landone (1294-1298) nommé évêque de Nole
- Monaldo Monaldeschi, O.F.M (1298-1302) nommé archevêque de Bénévent
- Zampo (1302-1312)
- Trasmondo Monaldeschi, O.P (1312-?)
- Alamanno Donati, O.F.M (1330-1342) nommé évêque de Modène
- Niccolò Bernardi, O.Carm (1342-?)
- Paolo Neri Bessi, O.E.S.A (1360-1367)
- Niccolò da Nola, O.F.M (1368-1368)
- Roberto de Rainaldo (1369-?)
- Pietro Niccolò Blandibelli (1380-?)
- Antonio, O.S.B.Cam (1386-1390)
- Tommaso de Mari (1390-1397) nommé évêque de San Marco Argentano
- Valentino Vanni (1397-?)
- Pietro, O.S.B (1402-1467)
- Antonio del Fede, O.Carm (1418-1434)
- Gioacchino Suhare (1434-1439) nommé évêque de Canne
- Apollonio Massaini (1439-1467)
- Tommaso della Testa Piccolomini (1467-1470) nommé évêque de Pienza
- Andreoccio Ghinucci (1470-1489) nommé évêque de Grosseto
- Girolamo Scotti (1489-?)
- Aldello Piccolomini (1492-1510)
- Alfonso Petrucci (1510-1513)
- Lattanzio Petrucci (1513-1517) déposé
- Domenico Coletta (1517-1520)
- Raffaello Petrucci (1520-1522)
- Lattanzio Petrucci (1522-1527) pour la seconde fois
  - Ercole Gonzaga (1529-1532) administrateur apostolique
  - Alessandro Farnese (1532-1532) administrateur apostolique, élu pape sous le nom de Paul III
- Ferdinando Farnese (1532-1535)
- Carvajal Simoncelli (1535-1596)
- Metello Bichi (1596-1606)
- Ottavio Saraceni (1606-1623)
- Scipione Tancredi (1624-1637) nommé évêque de Montalcino
- Cristoforo Tolomei (1637-1638)
- Enea di Cesare Spennazzi (1638-1644) nommé évêque de Ferentino
- Marcello Cervini (1645-1652) nommé évêque de Montepulciano
- Girolamo Borghesi, O.S.B (1652-1668) nommé évêque de Pienza
- Girolamo Cori  (1669-1672)
- Pier Maria Bichi, O.S.B (1673-1684)
- Pietro Valentini (1685-1687)
- Domenico della Ciaja, O.P (1688-1713)
- Fulvio Salvi (1713-1727)
- Cristoforo Palmieri (1728-1739)
- Antonio Vegni (1739-1744)
- Niccolò Bianchini, O.C.D (1746-1750)
- Segherio Felice Seghieri (1751-1758)
  - Siège vacant (1758-1762)
- Tiberio Borghesi (1762-1772) nommé archevêque de Sienne
- Gregorio Alessandri (1773-1776) nommé évêque de Cortone
- Francesco Pio Santi (1776-1799)
  - Siège vacant (1799-1802)
- Filippo Ghighi (1802-1830)
- Giacomo Bellucci (1831-1831)
- Francesco Barzellotti (1832-1844) nommé évêque de Sovana-Pitigliano

## Évêques de Sovana-Pitigliano
- Francesco Barzellotti (1844-1861)
  - Siège vacant (1861-1871)
- Antonio Sbrolli (1871-1885)
  - Siège vacant (1885-1889)
- Giulio Matteoli (1889-1896) nommé évêque de Pescia
- Michele Cardella, C.P (1896-1916)
- Riccardo Carlesi (1916-1923) nommé évêque de Cortone
- Gustavo Matteoni (1924-1932) nommé archevêque coadjuteur de Sienne
- Stanislao Amilcare Battistelli, C.P (1932-1952) nommé évêque de Teramo et Atri
- Pacifico Giulio Vanni, O.F.M (1952-1963)
- Luigi Pirelli (1963-1964)
  - Siège vacant (1964-1975)
- Giovanni D'Ascenzi (1975-1981) nommé évêque de Sovana-Pitigliano-Orbetello

## Évêques de Sovana-Pitigliano-Orbetello
- Giovanni D'Ascenzi (1981-1983) nommé évêque d'Arezzo, de Cortona et de Sansepolcro
- Eugenio Binini (3 dicembre 1983-1986) nommé évêque de Pitigliano-Sovana-Orbetello

## Évêques de Pitigliano-Sovana-Orbetello
- Eugenio Binini (1986-1991) nommé évêque de Massa Carrara-Pontremoli
- Giacomo Babini (1991-1996) nommé évêque de Grosseto
- Mario Meini (1996-2010) nommé évêque de Fiesole
- Guglielmo Borghetti (2010-2015) nommé évêque coadjuteur de Albenga-Imperia
- Giovanni Roncari, O.F.M.Cap (2015-2024)
- Bernardino Giordano (2024- )

## Sources
- http://www.catholic-hierarchy.org